# Helmut Kämpfe

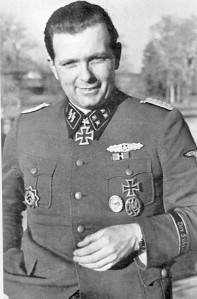
Helmut Kämpfe

Helmut Kämpfe (* 31. Juli 1909 in Jena; † 9. oder 10. Juni 1944) war während des Zweiten Weltkriegs Sturmbannführer in der Waffen-SS.

## Leben
Kämpfe war ein Sohn eines Druckers und trat im Juni 1933 der SS bei (SS-Nummer 124.465). Er diente von 1934 bis August 1939 als Leutnant der Reserve im Infanterie-Regiment 102. In dieser Zeit diente er auch als Ausbilder beim Schützen-Regiment 7.
Mit Beginn des Zweiten Weltkriegs wurde Kämpfe eingezogen und meldete sich freiwillig zur SS-Verfügungstruppe. Er wurde als SS-Unterscharführer übernommen und wurde befördert und nahm als Kompaniechef einer Infanterie-Kompanie der SS-Verfügungstruppe 1940 am Westfeldzug teil. Zum 30. Januar 1941 wurde er nach Erfolgen seiner Kompanie an der Grebbe-Linie, in Flandern, Reims und Bordeaux zum SS-Obersturmführer befördert. Er wechselte als Kompaniechef erst zur SS-Totenkopf-Standarte 14 und wurde kurze Zeit später zur 2. (Krad)Aufklärungs-Abteilung der 2. SS-Panzer-Division „Das Reich“ versetzt. Ende 1941 wurde er mit dem Eisernen Kreuz Erster Klasse ausgezeichnet und kam verwundet bis Januar 1942 zu keinem weiteren Fronteinsatz. Anschließend übernahm er wieder die Kompanie und kämpfte an der Wjasma Front. Zum 1. September 1943 wurde er zum Sturmbannführer befördert.
Kämpfe wurde am 10. Dezember 1943 das Ritterkreuz des Eisernen Kreuzes für Verdienste an der Ostfront verliehen, z. B. in der Schlacht am Dnepr. Wahrscheinlich im Dezember 1943 wurde er mit der 2. SS-Panzer-Division „Das Reich“ nach Südwestfrankreich verlegt, wo er 1944 Kommandeur des III. Bataillons des SS-Panzergrenadierregiments 4 „Der Führer“ war.
Zur Bekämpfung der alliierten Landungstruppen in der Normandie wurde die Division auf den ca. 700 km langen Weg nach Norden beordert. Aufgrund von Sabotageakten gegen Eisenbahnlinien mussten auch die Panzerfahrzeuge auf eigener Achse vorrücken. Am 9. Juni 1944 erreichten Teile der Division die ehemals von den Deutschen besetzte Stadt Tulle, die tags zuvor von der kommunistisch beherrschten FTP unter deutschen Verlusten eingenommen wurde. Die Division „Das Reich“ eroberte die Stadt zurück und übte an der Einwohnerschaft der Stadt im Massaker von Tulle Vergeltung für die deutschen Toten. 99 Franzosen wurden durch die Divisionsangehörigen erhängt.
Zum gleichen Zeitpunkt galt auf deutscher Seite Kämpfe als vermisst. Er war bereits mit einem Pkw rund 100 km weiter nördlich unterwegs. Sein Wagen wurde verlassen aufgefunden, sofort eingeleitete Suchmaßnahmen führten zu keinem Ergebnis. Kämpfe war in die Hände des französischen Widerstands gefallen. Zunächst wurde er nach Cheissoux und in der Nacht über Limoges nach Breuilaufa gebracht. Als Reaktion auf das Massaker von Tulle wurden weitere gefangengenommene Wehrmachtssoldaten lebendig in einem gekaperten deutschen Militärkrankenwagen verbrannt. Kämpfe selbst wurde angeblich im Dämpfofen einer Bäckerei getötet, Einheiten der 2. SS-Panzerdivision fanden seine Leiche später in selbigem. Peter Lieb gibt an, dass Kämpfe erschossen wurde. Genauso wie zur Todesart gibt es zum Auslöser des folgenden Massakers unterschiedliche Varianten.
Nachdem die SS-Division von dem Tod Kämpfes erfahren hatte, entschied sein langjähriger Kampfgefährte und Freund, Adolf Diekmann, als Kommandeur des I. Bataillons des SS-Panzergrenadierregiments 4 „Der Führer“ eine Vergeltungsmaßnahme durchzuführen. Ob Dieckmann die vollständige Zerstörung des Dorfes vorhatte oder nur Geiseln nehmen wollte – von 30 Personen wird berichtet –, lässt sich nicht feststellen. Diekmann hatte erfahren, dass Kämpfe wohl in einem Ort namens Oradour gefangen gehalten wurde. Da es im Umkreis fünf in Frage kommende Orte gab, entschied er sich für die Ortschaft Oradour-sur-Glane. Bei dem folgenden Massaker von Oradour wurden 642 Männer, Frauen und Kinder ermordet und der gesamte Ort zerstört.
Kämpfes sterbliche Überreste wurden zunächst in Breuilaufa anonym begraben. Nach Erkenntnissen des Volksbunds Deutsche Kriegsgräberfürsorge wurden die Überreste aber 1963 auf den Soldatenfriedhof in Berneuil umgebettet.
Es gibt eine Stele, einen Granitmonolithen, der an die Gefangennahme von Helmut Kämpfe am 9. Juni 1944 erinnert. Sie wurde 1986 von Georges Guingouin eingeweiht. Ab Mitte der 1980er Jahre widmeten lokale und renommierte Künstler wie Jean-Joseph Sanfourche, Marc Petit und Pierre Digan ihre Kunst dem Dienst der Erinnerungspflicht, indem sie Gedenkkunstwerke wie die Stele von Moissannes schufen.